# Albrecht Meklemburski
Albrecht Meklemburski szw. Albrekt av Mecklenburg (ur. ok. 1338–1340, zm. 31 marca lub 1 kwietnia 1412) – król Szwecji w latach 1364–1389 i książę Meklemburgii od 1386 do swojej śmierci jako Albrecht III.

## Życiorys
Był drugim synem księcia meklemburskiego Albrechta II Wielkiego i jego żony Eufemii, siostry króla Szwecji Magnusa II Erikssona.
W 1364 wybrany królem Szwecji, na co nie zgodziła się większość szlachty. W efekcie siłą zagarnął tron. Wyjątkowo niepopularny władca. Znienawidzony zwłaszcza w Finlandii, po ograniczeniu praw Finów i pozbawieniu szlachty fińskiej majątków. Wprowadził poddaństwo wśród chłopów. W 1374 w Finlandii wybuchło powstanie. Chłopi zabijali nowo zamieszkałą szlachtę (w majątkach zagarniętych przez Albrechta). Powoli tracił kontrolę nad Królestwem Szwecji. Był niepopularny wśród swojego wojska. Spokój przywrócił szwedzki możnowładca Bo Jonsson Grip.

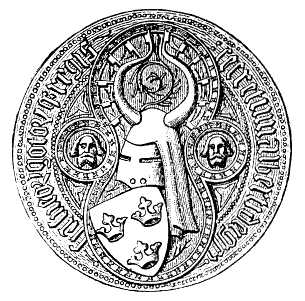
Pieczęć królewska Albrechta

W 1384, dwa lata przed swoją śmiercią Grip spisał testament. Przekazywał w nim wszystkie zamki i zastawy stanom szwedzkim, a zarząd powierzał specjalnej komisji złożonej z możnowładców świeckich i duchownych. Wykonanie tego testamentu stało się bezpośrednią przyczyną konfliktu między królem Albrechtem, który starał się obalić jego postanowienia pod pozorem obrony interesów wdowy po zmarłym, Małgorzaty Dume, i jego poddanymi.
Tak napięta sytuacja doprowadziła do tego, że już w 1387 opozycyjnie nastawieni możnowładcy szwedzcy rozpoczęli negocjacje z królową Danii i Norwegii Małgorzatą I. Doprowadziły one w marcu 1388 roku do podpisania układu w Dalaborg nad jeziorem Wener, w którym poddawali się pod jej protekcję i czynili z niej wykonawczynią testamentu Bo Jonssona Gripa. Oznaczało to jawny bunt przeciw władzy Albrechta. Zakończył się on zwycięstwem opozycji szwedzkiej wspieranej przez wojska duńsko-norweskie nad niemieckimi oddziałami króla w decydującej bitwie pod Falköping (24 lutego 1389), a sam Albrecht dostał się do niewoli.
Kolejne 6 lat spędził uwięziony na zamku Lindholmen w Skanii. Dopiero 26 września 1395 zawarto za pośrednictwem Hanzy porozumienie między Albrechtem a Małgorzatą I. W zamian za odzyskanie wolności obiecywał on wypłacenie 60000 grzywien okupu. Hanza w zamian za poręczenie wypłaty w ciągu 3 lat, otrzymywała w zastaw Sztokholm od Albrechta. Jeżeli po upływie okresu poręczenia Małgorzata nie otrzymałaby całości sumy, Hanza miała przekazać jej to miasto.
Albrecht został pochowany w klasztorze cystersów w Doberanie.